# Карлстадський собор
59°22′53″ пн. ш. 13°30′23″ сх. д. / 59.3815° пн. ш. 13.5065° сх. д.
Карлстадський кафедральний собор (швед. Karlstads domkyrka) — собор у шведському місті Карлстад. Головний храм єпархії Карлстада Церкви Швеції.
Будівництво катедри за проєктом архітектора Крістіана Галлера розпочали 1723 року. Освячення храму відбулося 2 липня 1730 року.
Висота вежі собору становить 58 метрів.

## Галерея

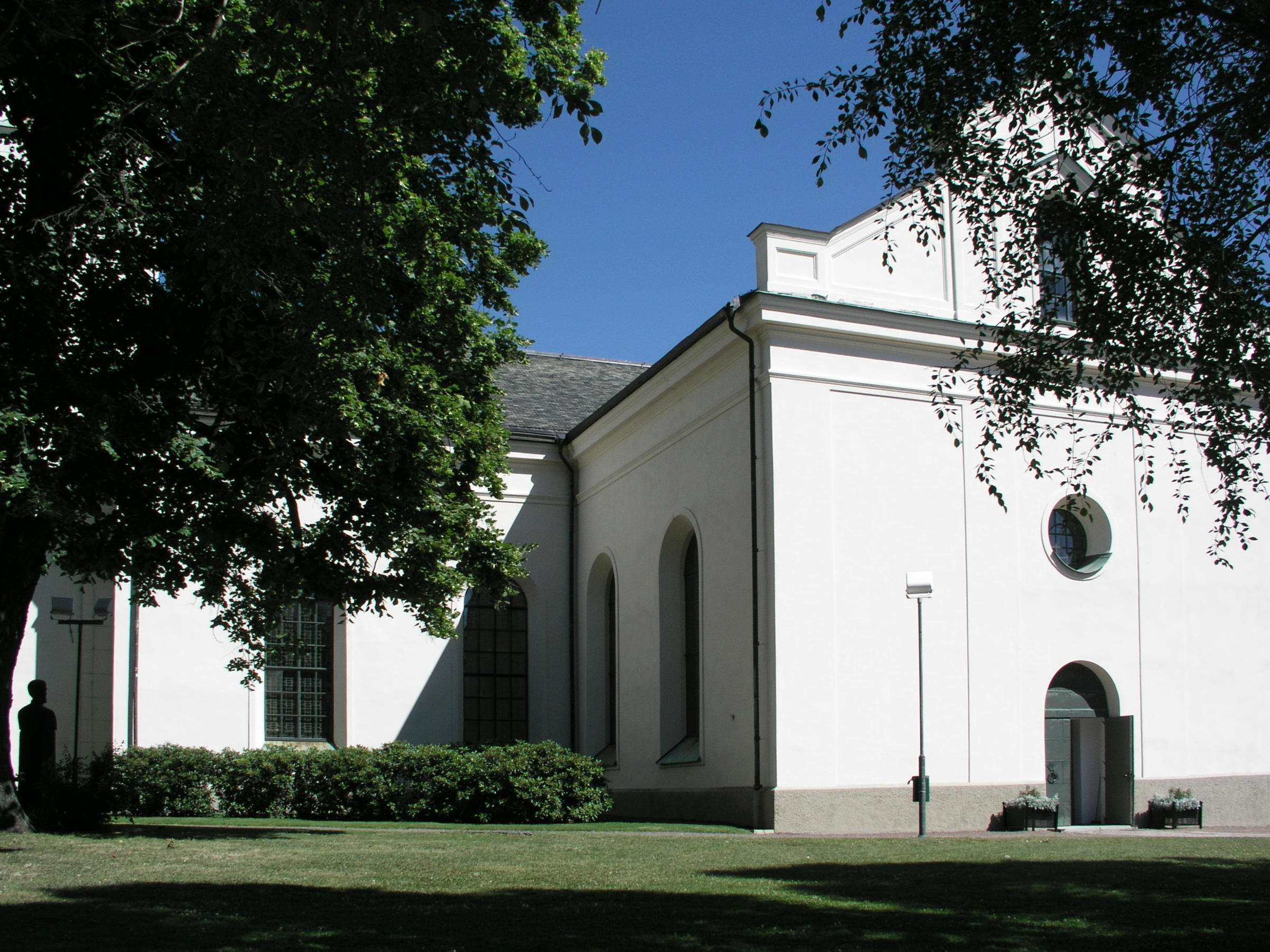
Південний бік
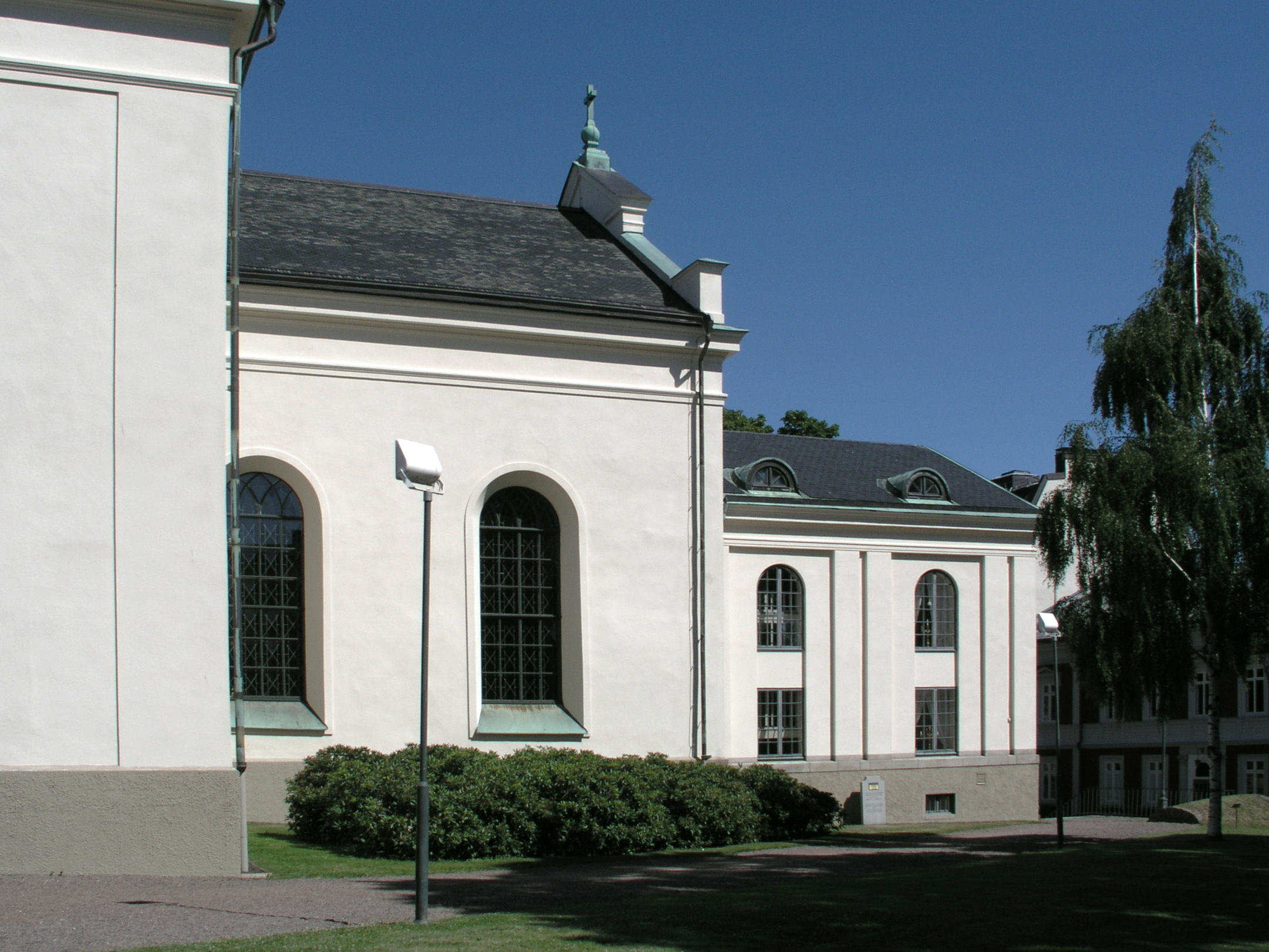
Нове Захристя 1957 року (праворуч)
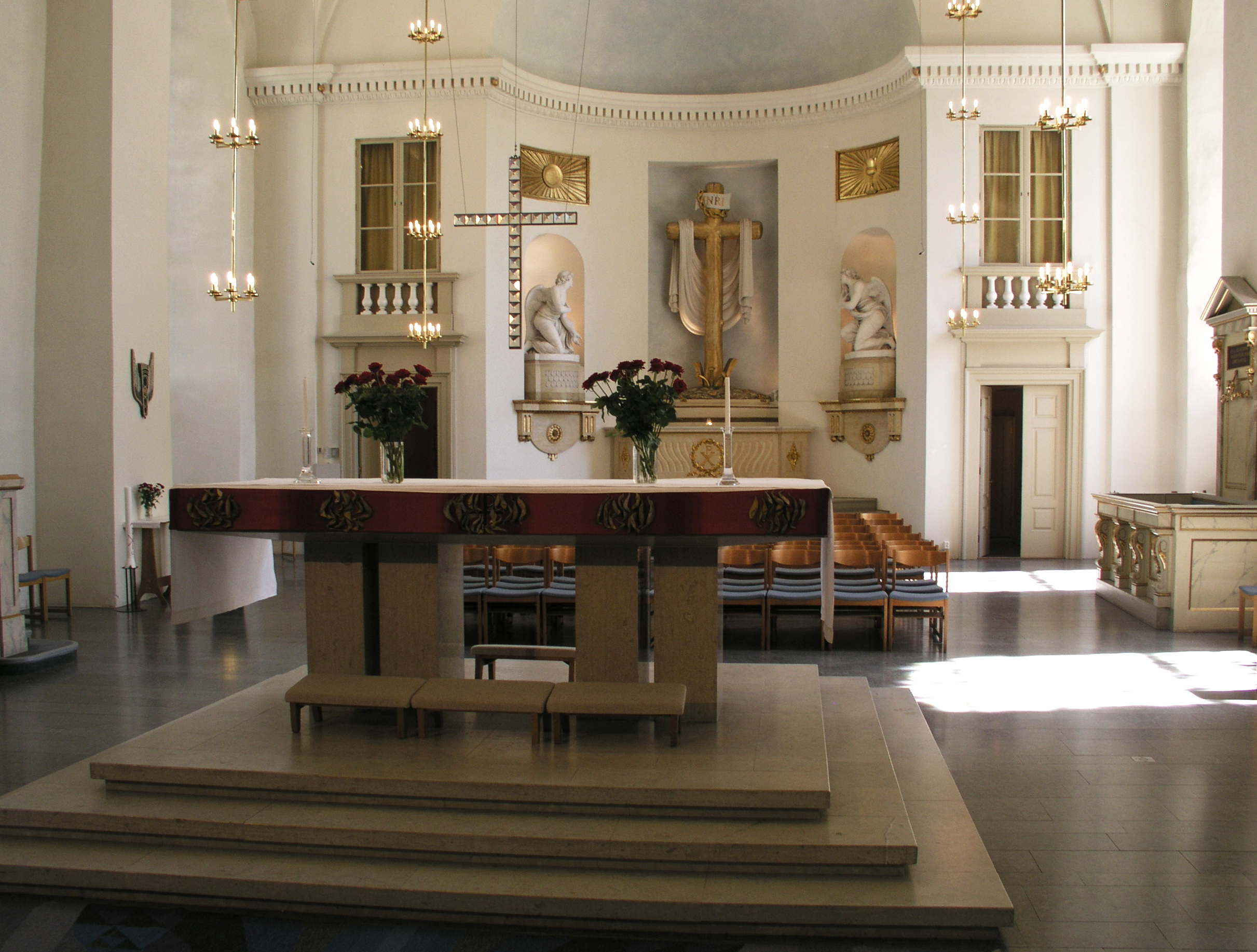
Вівтар
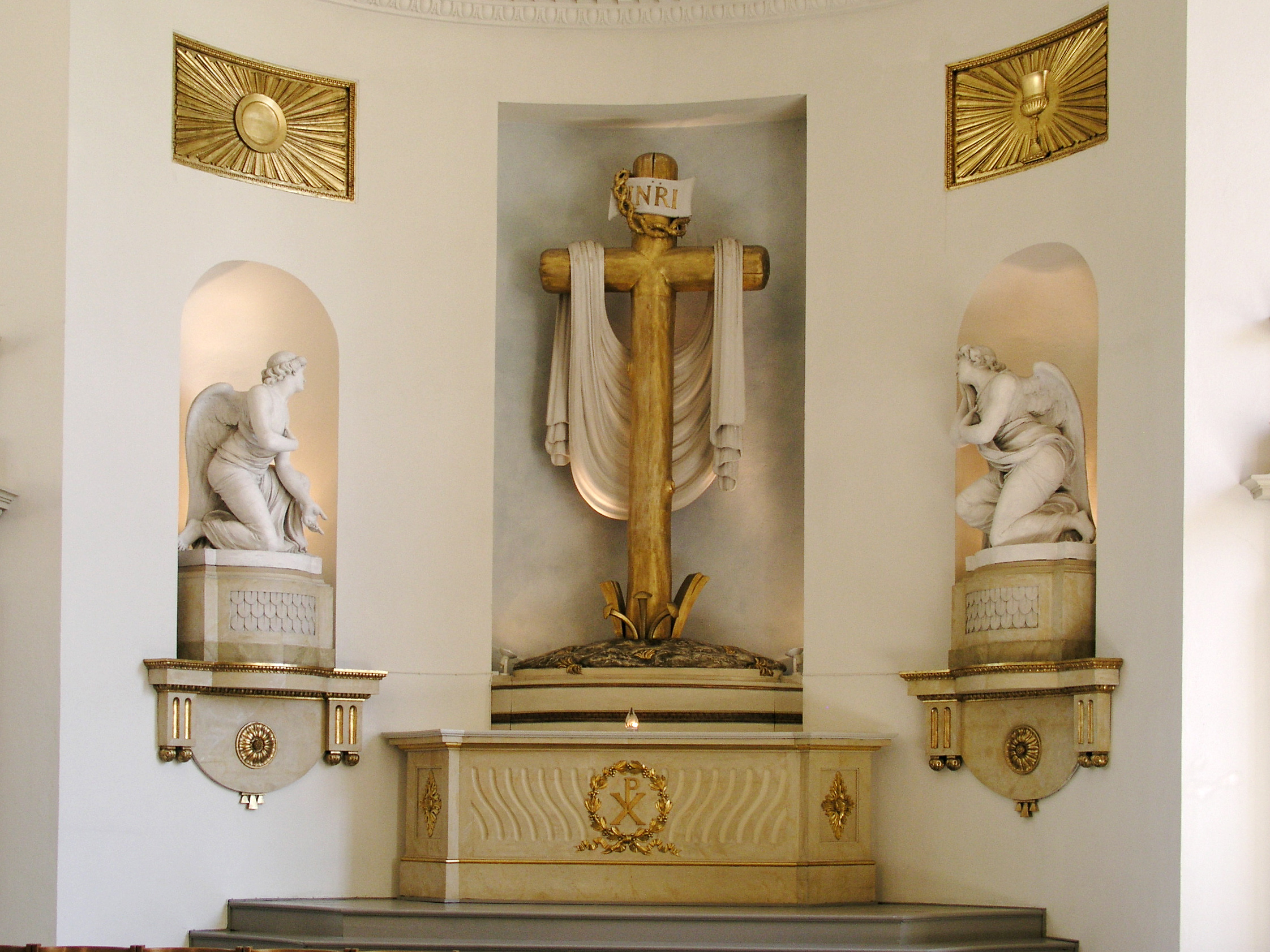
Вівтарний хрест
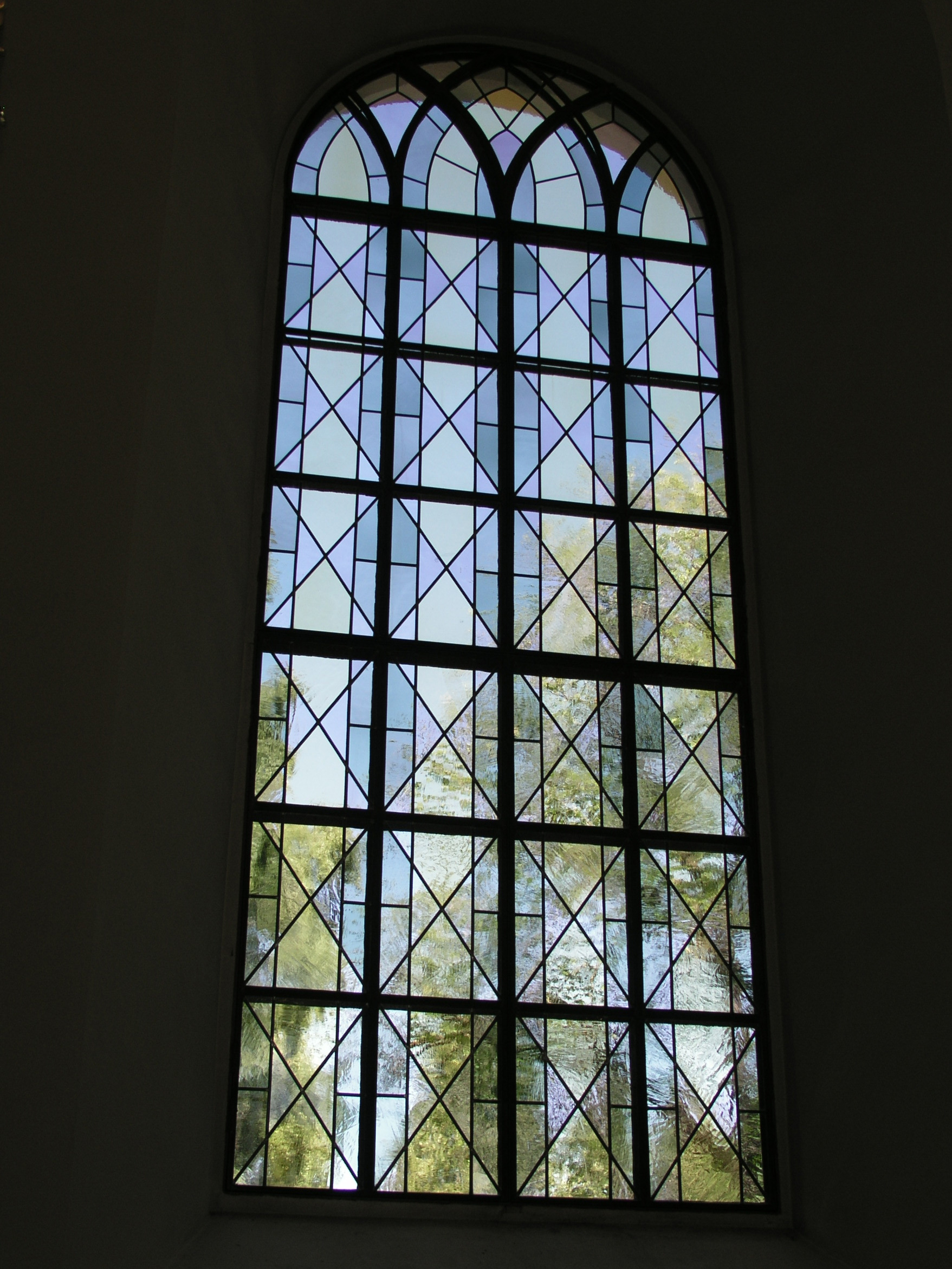
Вітраж
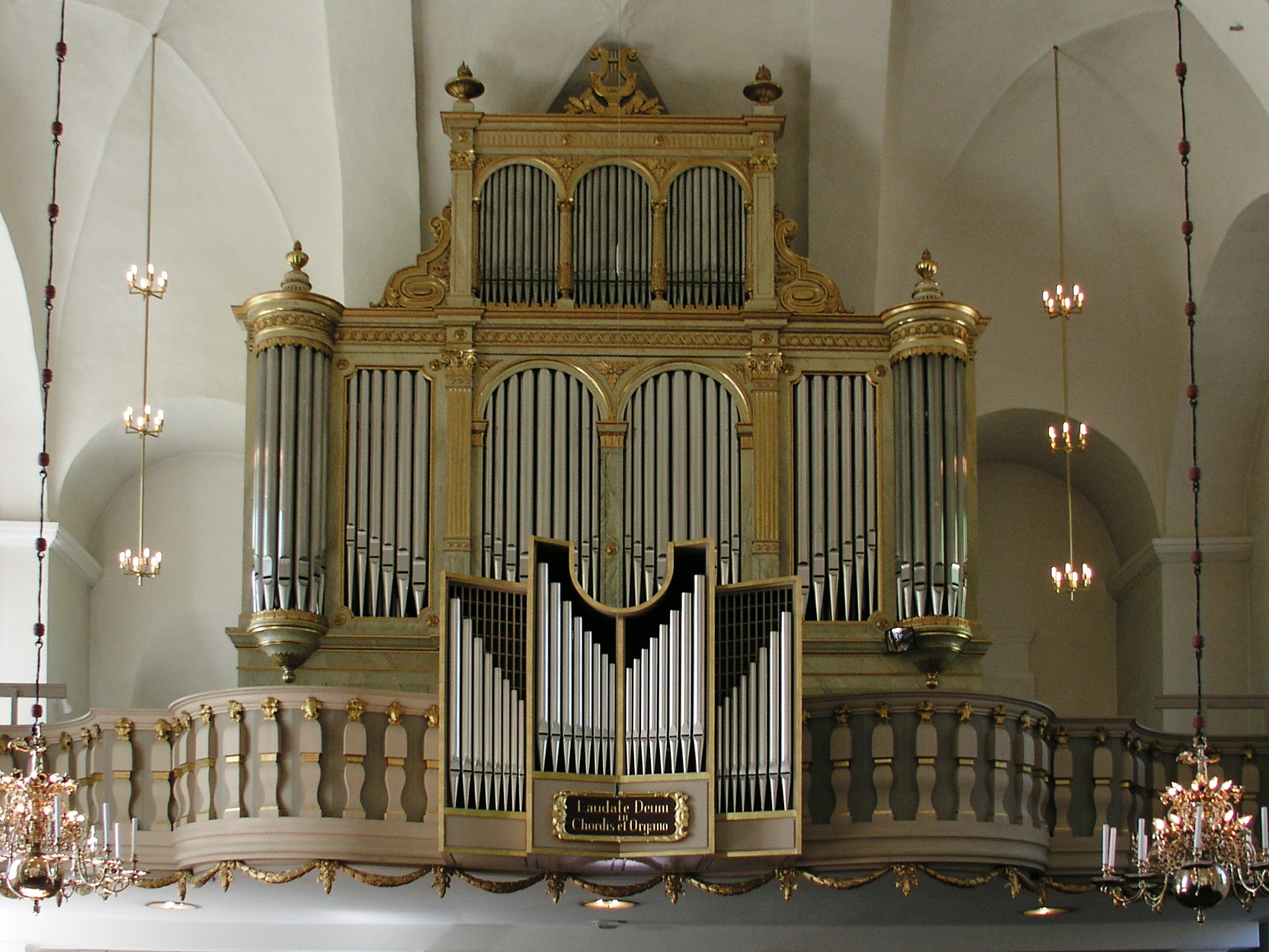
Соборний орган